# Campina da Lagoa
Campina da Lagoa là một đô thị thuộc bang Paraná, Brasil. Đô thị này có diện tích 808,824 km², dân số năm 2007 là 16329 người, mật độ 17,9 người/km².